# Lijst van burgemeesters van Sint Jansteen
Dit is een lijst van burgemeesters van de voormalige Nederlandse gemeente Sint Jansteen tot die in 1970 opging in de gemeente Hulst.
| Ambtsperiode            | Naam burgemeester                    | Leefde    | Partij of stroming | Bijzonderheden                                   |
| ----------------------- | ------------------------------------ | --------- | ------------------ | ------------------------------------------------ |
| 1796 - 1799             | Jan Vereecke                         | 1741-1803 |                    | agent municipal, tevens landmeter                |
| 1799                    | Judocus Ludovicus Want               | 1763-1810 |                    | agent municipal                                  |
| 1799 - 1800             | Pieter de Soomer                     | 1763-1825 |                    | agent municipal                                  |
| 1800 - 1803             | Jan Vereecke                         | 1741-1803 |                    | nu maire                                         |
| 1803 - 1832             | Emanuel François van Waesberghe      | 1777-1835 |                    | achtereenvolgens maire, schout en burgemeester   |
| 1832 - 1844             | Pieter Jacobus Badts                 | 1761-1844 |                    |                                                  |
| 1844 - 1855             | Johannes Baptiste de Rijcke          | 1799-1858 |                    | nadien lid van de gemeenteraad van Sint Jansteen |
| 1856 - 1877             | Norbertus Bernardus IJsebaert        | 1806-1877 |                    | voordien wethouder van Sint Jansteen             |
| 1877 - 1889             | Augustus IJsebaert                   | 1840-1889 |                    | zoon van zijn voorganger                         |
| 1889 - 1930             | Camillus IJsebaert                   | 1856-1930 |                    | broer van zijn voorganger                        |
| 1930 - 1944 1944 - 1953 | Prudentus Hubertus (Eddy) Geirnaerdt | 1888-1962 |                    |                                                  |
| 1953 - 1970             | mr. Jan (J.I.M.) Reuser              | 1917-1990 | KVP                | later burgemeester van Sevenum                   |